# Trachinus radiatus
El pez víbora (Trachinus radiatus) es una especie de pez actinopeterigio marino, de la familia de los traquínidos. Es una especie peligrosa para los humanos, pues sus espinas son muy venenosas.

## Morfología
Con el cuerpo alargado y una longitud máxima descrita de 50 cm, aunque la talla máxima normalmente es de 25 cm. En la aleta dorsal posee al principio una espina con una espina con glándula de veneno, así como sendas espinas venenosas en el extremo de los opérculos; suelen encontrarse enterrados en el sedimento con solamente sus ojos y espinas dorsales venenosas expuestos, que en humanos puede causar lesiones graves o la muerte.
Estos peces se alimentan principalmente de pequeños invertebrados y de otros peces. La reproducción se produce durante la primavera y el verano; son peces ovíparos y tanto los huevos como sus larvas son pelágicos.

## Distribución y hábitat
Se distribuye por la costa este del océano Atlántico, desde el estrecho de Gibraltar hasta Angola, habiendo sido descrita también en las islas Canarias y siendo una especie muy frecuente en Gabón. También es habitual en todo el mar Mediterráneo sobre todo en el este y en el mar Egeo. Son peces marinos de agua subtropical, de hábitat tipo demersal sobre fondos de arena y lodo en la plataforma continental más cercana a la costa, donde se entierra en el sustrato, en un rango de profundidad desde la superficie hasta los 150 m, aunque normalmente se encuentra entre los 30 m y los 60 m.